# Liste des ministres italiens de la Marine
Cette liste ministres de la Marine du royaume d'Italie contient tous les noms des titulaires du ministère de la Marine du royaume d'Italie, depuis l'unification de l'Italie en 1861, avec le gouvernement Cavour.

## Liste des ministres
| Portrait                                          | Nom                                           | Mandat                               | Gouvernement                          | Chef d'état-major de la Marine militaire                     |
| ------------------------------------------------- | --------------------------------------------- | ------------------------------------ | ------------------------------------- | ------------------------------------------------------------ |
| Ministre de la Regia Marina                       |                                               |                                      |                                       |                                                              |
|                                                   | Camillo Benso, conte de Cavour par intérim    | 17 mars 1861 - 6 juin 1861           | Gouvernement Cavour IV                |                                                              |
|                                                   | Luigi Federico Menabrea                       | 12 juin 1861 - 4 mars 1862           | Gouvernement Ricasoli I               |                                                              |
|                                                   | Carlo Pellion di Persano                      | 4 mars 1862 - 8 décembre 1862        | Gouvernement Rattazzi I               |                                                              |
|                                                   | Giovanni Ricci                                | 8 décembre 1862 - 22 janvier 1863    | Gouvernement Farini                   |                                                              |
|                                                   | Luigi Federico Menabrea                       | 22 janvier 1863 - 25 janvier 1863    | Gouvernement Farini                   |                                                              |
|                                                   | Orazio Di Negro                               | 25 janvier 1863 - 24 mars 1863       | Gouvernement Farini                   |                                                              |
| 24 mars 1863 - 20 avril 1863                      | Orazio Di Negro                               | Gouvernement Minghetti I             |                                       |                                                              |
|                                                   | Efisio Cugia                                  | Gouvernement Minghetti I             | 20 avril 1863 - 28 septembre 1864     |                                                              |
|                                                   | Alfonso La Marmora par intérim                | 28 septembre 1864 - 21 décembre 1864 | Gouvernement La Marmora II            |                                                              |
|                                                   | Diego Angioletti                              | 21 décembre 1864 - 31 décembre 1865  | Gouvernement La Marmora II            |                                                              |
| 31 décembre 1865 - 29 juin 1866                   | Diego Angioletti                              | Gouvernement La Marmora III          |                                       |                                                              |
|                                                   | Agostino Depretis                             | 29 juin 1866 - 17 février 1867       | Gouvernement Ricasoli II              |                                                              |
|                                                   | Giuseppe Biancheri                            | 17 février 1867 - 10 avril 1867      | Gouvernement Ricasoli II              |                                                              |
|                                                   | Federico Pescetto                             | 10 avril 1867 - 27 octobre 1867      | Gouvernement Rattazzi II              |                                                              |
|                                                   | Luigi Federico Menabrea par intérim           | 27 octobre 1867 - 18 novembre 1867   | Gouvernement Menabrea I               |                                                              |
|                                                   | Pompeo Provana del Sabbione                   | 18 novembre 1867 - 5 janvier 1868    | Gouvernement Menabrea I               |                                                              |
|                                                   | Augusto Riboty                                | 5 janvier 1868 - 13 mai 1869         | Gouvernement Menabrea II              |                                                              |
| 13 mai 1869 - 14 décembre 1869                    | Augusto Riboty                                | Gouvernement Menabrea III            |                                       |                                                              |
|                                                   | Stefano Castagnola                            | 13 mai 1869 - 15 janvier 1870        | Gouvernement Lanza                    |                                                              |
|                                                   | Guglielmo Acton                               | 15 janvier 1870 - 5 août 1872        | Gouvernement Lanza                    |                                                              |
|                                                   | Augusto Riboty                                | 5 août 1872 - 10 juillet 1873        | Gouvernement Lanza                    |                                                              |
|                                                   | Simone Pacoret de Saint-Bon                   | 10 juillet 1873 - 20 novembre 1876   | Gouvernement Minghetti II             |                                                              |
|                                                   | Benedetto Brin                                | 20 novembre 1876 - 28 décembre 1877  | Gouvernement Depretis I               |                                                              |
| 28 décembre 1877 - 24 mars 1878                   | Benedetto Brin                                | Gouvernement Depretis II             |                                       |                                                              |
|                                                   | Enrico Di Brocchetti                          | 24 mars 1878 - 24 août 1878          | Gouvernement Cairoli I                |                                                              |
|                                                   | Benedetto Brin                                | 24 août 1878 - 19 décembre 1878      | Gouvernement Cairoli I                |                                                              |
|                                                   | Niccolò Ferracciu                             | 19 décembre 1878 - 14 juillet 1879   | Gouvernement Depretis III             |                                                              |
|                                                   | Cesare Bonelli par intérim                    | 14 juillet 1879 - 25 novembre 1879   | Gouvernement Cairoli II               |                                                              |
|                                                   | Ferdinando Acton                              | 25 novembre 1879 - 29 mai 1881       | Gouvernement Cairoli III              |                                                              |
| 29 mai 1881 - 25 mai 1883                         | Ferdinando Acton                              | Gouvernement Depretis IV             |                                       |                                                              |
| 25 mai 1883 - 17 novembre 1883                    | Ferdinando Acton                              | Gouvernement Depretis V              |                                       |                                                              |
|                                                   | Andrea Carlo Agostino Del Santo               | Gouvernement Depretis V              | 17 novembre 1883 - 30 mars 1884       |                                                              |
|                                                   | Benedetto Brin                                | 30 mars 1884 - 29 juin 1885          | Gouvernement Depretis VI              |                                                              |
| 29 juin 1885 - 4 avril 1887                       | Benedetto Brin                                | Gouvernement Depretis VII            |                                       |                                                              |
| 4 avril 1887 - 29 juillet 1887                    | Benedetto Brin                                | Gouvernement Depretis VIII           |                                       |                                                              |
| 29 juillet 1887 - 9 mars 1889                     | Benedetto Brin                                | Gouvernement Crispi I                |                                       |                                                              |
| 9 mars 1889 - 6 février 1891                      | Benedetto Brin                                | Gouvernement Crispi II               |                                       |                                                              |
|                                                   | Antonio di Rudinì par intérim                 | 6 février 1891 - 15 février 1891     | Gouvernement di Rudinì I              |                                                              |
|                                                   | Simone Pacoret de Saint-Bon                   | 15 février 1891 - 15 mai 1892        | Gouvernement di Rudinì I              |                                                              |
| 15 mai 1892 - 28 septembre 1892                   | Simone Pacoret de Saint-Bon                   | Gouvernement Giolitti I              |                                       |                                                              |
|                                                   | Benedetto Brin par intérim                    | Gouvernement Giolitti I              | 28 septembre 1892 - 8 décembre 1892   |                                                              |
|                                                   | Carlo Alberto Racchia                         | Gouvernement Giolitti I              | 8 décembre 1892 - 15 décembre 1893    |                                                              |
|                                                   | Enrico Morin                                  | 15 décembre 1893 - 14 juin 1894      | Gouvernement Crispi III               |                                                              |
| 14 juin 1894 - 10 mars 1896                       | Enrico Morin                                  | Gouvernement Crispi IV               |                                       |                                                              |
|                                                   | Benedetto Brin                                | 10 mars 1896 - 11 juillet 1896       | Gouvernement di Rudinì II             |                                                              |
| 11 juillet 1896 - 14 décembre 1897                | Benedetto Brin                                | Gouvernement di Rudinì III           |                                       |                                                              |
| 14 décembre 1897 - 24 mai 1898                    | Benedetto Brin                                | Gouvernement di Rudinì IV            |                                       |                                                              |
|                                                   | Alessandro Asinari di San Marzano par intérim | Gouvernement di Rudinì IV            | 24 mai 1898 - 1er juin 1898           |                                                              |
|                                                   | Felice Napoleone Canevaro                     | 1er juin 1898 - 29 juin 1898         | Gouvernement di Rudinì V              |                                                              |
|                                                   | Giuseppe Palumbo                              | 29 juin 1898 - 14 mai 1899           | Gouvernement Pelloux I                |                                                              |
|                                                   | Giovanni Bettolo                              | 14 mai 1899 - 24 juin 1900           | Gouvernement Pelloux II               |                                                              |
|                                                   | Enrico Morin                                  | 24 juin 1900 - 15 février 1901       | Gouvernement Saracco                  |                                                              |
| 15 février 1901 - 22 avril 1903                   | Enrico Morin                                  | Gouvernement Zanardelli              |                                       |                                                              |
|                                                   | Giovanni Bettolo                              | Gouvernement Zanardelli              | 22 avril 1903 - 21 juin 1903          |                                                              |
|                                                   | Enrico Morin ad intérim                       | Gouvernement Zanardelli              | 21 juin 1903 - 3 septembre 1903       |                                                              |
|                                                   | Giovanni Giolitti par intérim                 | 3 septembre 1903 - 9 novembre 1903   | Gouvernement Giolitti II              |                                                              |
|                                                   | Carlo Mirabello                               | 9 novembre 1903 - 12 mars 1905       | Gouvernement Giolitti II              |                                                              |
| 12 mars 1905 - 27 mars 1905                       | Carlo Mirabello                               | Gouvernement Tittoni                 |                                       |                                                              |
| 27 mars 1905 - 24 décembre 1905                   | Carlo Mirabello                               | Gouvernement Fortis I                |                                       |                                                              |
| 24 décembre 1905 - 8 février 1906                 | Carlo Mirabello                               | Gouvernement Fortis II               |                                       |                                                              |
| 8 février 1906 - 29 mai 1906                      | Carlo Mirabello                               | Gouvernement Sonnino I               |                                       |                                                              |
| 29 mai 1906 - 10 décembre 1909                    | Carlo Mirabello                               | Gouvernement Giolitti III            |                                       |                                                              |
|                                                   | Giovanni Bettolo                              | 11 décembre 1909 - 31 mars 1910      | Gouvernement Sonnino II               |                                                              |
|                                                   | Pasquale Leonardi Cattolica                   | 31 mars 1910 - 29 mars 1911          | Gouvernement Luzzatti                 |                                                              |
| 29 mars 1911 - 29 juillet 1913                    | Pasquale Leonardi Cattolica                   | Gouvernement Giolitti IV             |                                       |                                                              |
|                                                   | Enrico Millo                                  | Gouvernement Giolitti IV             | 29 juillet 1913 - 21 mars 1914        |                                                              |
| 21 mars 1914 - 13 juillet 1914                    | Enrico Millo                                  | Gouvernement Salandra I              |                                       |                                                              |
|                                                   | Leone Viale                                   | Gouvernement Salandra I              | 13 juillet 1914 - 31 octobre 1914     |                                                              |
| 31 octobre 1914 - 24 septembre 1915               | Leone Viale                                   | Gouvernement Salandra II             |                                       |                                                              |
|                                                   | Antonio Salandra par intérim                  | Gouvernement Salandra II             | 24 septembre 1915 - 30 septembre 1915 |                                                              |
|                                                   | Camillo Corsi                                 | Gouvernement Salandra II             | 30 septembre 1915 - 18 juin 1916      |                                                              |
| 18 juin 1916 - 16 juin 1917                       | Camillo Corsi                                 | Gouvernement Boselli                 |                                       |                                                              |
|                                                   | Arturo Triangi di Maderno e Laces             | Gouvernement Boselli                 | 16 juin 1917 - 16 juillet 1917        |                                                              |
|                                                   | Alberto del Bono                              | Gouvernement Boselli                 | 16 juillet 1917 - 30 octobre 1917     |                                                              |
| 30 octobre 1917 - 23 juin 1919                    | Alberto del Bono                              | Gouvernement Orlando                 |                                       |                                                              |
|                                                   | Giovanni Sechi                                | 23 juin 1919 - 21 mai 1920           | Gouvernement Nitti I                  |                                                              |
| 21 mai 1920 - 15 juin 1920                        | Giovanni Sechi                                | Gouvernement Nitti II                |                                       |                                                              |
| 15 juin 1920 - 4 juillet 1921                     | Giovanni Sechi                                | Gouvernement Giolitti V              |                                       |                                                              |
|                                                   | Eugenio Bergamasco                            | 4 juillet 1921 - 26 février 1922     | Gouvernement Bonomi I                 |                                                              |
|                                                   | Roberto De Vito                               | 26 février 1922 - 1er août 1922      | Gouvernement Facta I                  |                                                              |
| 1er août 1922 - 28 octobre 1922                   | Roberto De Vito                               | Gouvernement Facta II                |                                       |                                                              |
|                                                   | Paolo Thaon di Revel                          | 28 octobre 1922 - 8 mai 1925         | Gouvernement Mussolini                |                                                              |
|                                                   | Benito Mussolini par intérim                  | 8 mai 1925 - 12 septembre 1929       | Gouvernement Mussolini                | Amiral d'armée (Ammiraglio d'armata) Ernesto Burzagli        |
|                                                   | Giuseppe Sirianni                             | 12 septembre 1929 - 1er janvier 1933 | Gouvernement Mussolini                | Amiral d'armée (Ammiraglio d'armata) Ernesto Burzagli        |
| Amiral d'armée Gino Ducci                         | Giuseppe Sirianni                             | 12 septembre 1929 - 1er janvier 1933 | Gouvernement Mussolini                |                                                              |
|                                                   | Benito Mussolini par intérim                  | 1er juin 1933 - 25 juillet 1943      | Gouvernement Mussolini                |                                                              |
| Amiral d'armée Domenico Cavagnari                 | Benito Mussolini par intérim                  | 1er juin 1933 - 25 juillet 1943      | Gouvernement Mussolini                |                                                              |
| Amiral d'armée Arturo Riccardi                    | Benito Mussolini par intérim                  | 1er juin 1933 - 25 juillet 1943      | Gouvernement Mussolini                |                                                              |
|                                                   | Raffaele de Courten                           | 28 juillet 1943 - 17 avril 1944      | Gouvernement Badoglio I               | Amiral d'escadre (Ammiraglio di squadra) Raffaele De Courten |
| 22 avril 1944 - 8 juin 1944                       | Raffaele de Courten                           | Gouvernement Badoglio II             |                                       | Amiral d'escadre (Ammiraglio di squadra) Raffaele De Courten |
| 18 juin 1944 - 10 décembre 1944                   | Raffaele de Courten                           | Gouvernement Bonomi II               |                                       | Amiral d'escadre (Ammiraglio di squadra) Raffaele De Courten |
| 12 décembre 1944 - 19 juin 1945                   | Raffaele de Courten                           | Gouvernement Bonomi III              |                                       | Amiral d'escadre (Ammiraglio di squadra) Raffaele De Courten |
| 21 juin 1945 - 8 décembre 1945                    | Raffaele de Courten                           | Gouvernement Parri                   |                                       | Amiral d'escadre (Ammiraglio di squadra) Raffaele De Courten |
| 10 décembre 1945 - 14 juillet 1946                | Raffaele de Courten                           | Gouvernement De Gasperi I            |                                       | Amiral d'escadre (Ammiraglio di squadra) Raffaele De Courten |
| Ministre de la Marina Militare                    |                                               |                                      |                                       |                                                              |
|                                                   | Giuseppe Micheli                              | 14 juillet 1946 - 4 février 1947     | Gouvernement De Gasperi II            |                                                              |
| Fusionnés dans le nouveau ministère de la Défense |                                               |                                      |                                       |                                                              |

## Source
- (it) Cet article est partiellement ou en totalité issu de l’article de Wikipédia en italien intitulé « Ministri della marina del Regno d'Italia » (voir la liste des auteurs).